# Дарендорф, Густав
Гу́став Ди́трих Да́рендорф (нем. Gustav Dietrich Dahrendorf; 8 февраля 1901, Гамбург — 30 октября 1954, Браунлаге) — немецкий политик, социал-демократ, депутат рейхстага, отец Ральфа и Франка Дарендорфов.

## Биография
Густав Дарендорф происходил из рабочей семьи, учился в народной школе в Гамбурге. В 1915—1918 годах получил торговое образование и работал коммерческим представителем и офисным служащим. В 1914 году вступил в организацию социалистической рабочей молодёжи и в 1917 году — в свободные профсоюзы. В 1918 году Дарендорф стал членом СДПГ. К началу двадцатых годов Дарендорф состоял в организации молодых социалистов.
В 1921 года Дарендорф руководил разработкой Кильских принципов, требовавших признания Веймарской республики молодыми социалистами. Дарендорф занимал руководящие должности в правлении организации молодых социалистов и Рейхсбаннере. В 1924—1932 годах Дарендорф занимал должность председателя гамбургского комитета молодёжи.
В 1914—1933 годах Дарендорф работал редактором органа печати СДПГ «Гамбургское эхо» (Hamburger Echo). В 1927—1933 годах избирался в парламент  Гамбурга. В 1932—1933 годах был депутатом рейхстага.
24 марта 1933 года Дарендорф был помещён на несколько дней под защитный арест. В мае 1933 года он был вновь арестован и три месяца находился в заключении в гамбургской тюрьме. Выйдя на свободу, Дарендорф не мог найти работу и поначалу с 1934 года работал волонтёром, затем управляющим директором компании в составе концерна Флика. Свои деловые контакты Дарендорф использовал для поиска противников нацистского режима. Густав Даредорф принадлежал к социал-демократам, присоединившимся к Кружку Крейзау, участвовавшему в заговоре против Гитлера. Работая в движении Сопротивления, Дарендорф был связан с Эрнстом Шнеппенхорстом и Йозефом Симоном. В отличие от Юлиуса Лебера и Адольфа Рейхвейна, Дарендорф поддерживал политику группы Карла Гёрделера. 23 июля 1944 года Дарендорф был арестован и помещён в тюрьму на Принц-Альбрехт-штрассе. Дарендорф находился на одной скамье подсудимых с Юлиусом Лебером и Адольфом Рейхвейном. 20 октября 1944 года Дарендорф был приговорён к семи годам тюремного заключения и лишению гражданских прав. Отбывал наказание в Бранденбургской тюрьме до апреля 1945 года.
В 1945 году Дарендорф вошёл в руководство СДПГ и стал одним из подписавших 19 июня 1945 года соглашение между ЦК КПГ и ЦК СДПГ о совместных действиях. До февраля 1946 года Дарендорф занимал должность заместителя председателя Германского центрального управления топливной промышленности в Советской зоне оккупации в Берлине. В противовес Отто Гротеволю Дарендорф стал решительным противником объединения СДПГ и КПГ в СЕПГ.
По совету Ульриха Биля в феврале 1946 года Дарендорф вернулся в Гамбург. В июле 1946 года он был избран в правление потребительского общества Produktion, получил депутатский мандат в гамбургском парламенте и был направлен в экономический совет Бизонии во Франкфурте, где в 1947—1949 годах занимал должность заместителя председателя. Впоследствии занимал руководящие должности в наблюдательных советах различных компаний и занимался развитием потребительской кооперации.